# Лайон (округ, Невада)
Лайон (англ. Lyon County) — округ, расположенный в штате Невада (англ. Nevada). Административный центр округа — Йерингтон (англ. Yerington).

## История
Округ Лайон образован в 1861 году в числе первых девяти округов штата Невада. Своё название округ получил в честь генерала Натаниэля Лайона, погибшего в ходе Гражданской войны в 1861 году в штате Миссури. Ходило немало слухов о том, что своим названием округ обязан капитану Роберту Лайону, герою Индейской войны Пайюто 1860 года, однако сотрудниками Государственного архива США была разыскана первая печать округа и тем самым был положен конец данным домыслам.
Первым административным центром округа был город Дейтон, до этого называвшийся Чайнатаун, а в 1862 году переименованный в Невада-Сити. В 1909 году после большого пожара столица округа была окончательно перенесена в город Йерингтон.
Округ Лайон является одним из одиннадцати округов штата Невада, где официально легализована проституция.

## География
По данным Бюро переписи населения США округ Лайон имеет общую площадь в 5222 квадратных километров, из которых 5164 км² занимает земля и 59 км² — вода (1,13 % от общей площади).

### Заповедники и национальные парки
- Национальный заповедник Гумбольдт-Тойабе (часть)

### Соседние округа
- Уошо — север
- Стори — северо-запад
- Черчилл — восток
- Дуглас — запад
- Карсон-Сити — запад
- Минерал — юго-запад
- Моно — юго-восток

## Демография
По данным переписи населения 2000 года, в округе Лайон проживало 34 501 человек, 9443 семей, насчитывалось 13 007 домашних хозяйств и 14 279 единиц сданного жилья. Средняя плотность населения составляла 3 человека на один квадратный километр. Расовый состав округа по данным переписи распределился следующим образом: 88,62 % белых, 0,65 % афроамериканцев, 2,45 % коренных американцев, 0,61 % азиатов, 0,14 % выходцев с тихоокеанских островов, 2,94 % смешанных рас и 4,59 % — других народностей. 10,97 % населения составляли выходцы из Испании или стран Латинской Америки.
33,20 % от всего числа зарегистрированных семей имели детей в возрасте до 18 лет, проживающих вместе с родителями, 58,40 % представляли собой супружеские пары, живущие вместе, в 9,10 % семей женщины проживали без мужей, а 27,40 % семей не являлись семьями как таковыми. 21,40 % всех зарегистрированных домашних хозяйств представляли одиночки, при этом 8,30 % составили одиночки старше 65 лет. Средний размер домашнего хозяйства составил 2,61 человека, средний размер семьи — 2,02 человека.
Население округа по возрастному диапазону по данным переписи 2000 года распределилось следующим образом: 27,10 % — жители младше 18 лет, 6,60 % — между 18 и 24 годами, 27,30 % — от 25 до 44 лет, 25,20 % — от 45 до 64 лет, 13,70 % — старше 65 лет. Средний возраст жителей округа при этом составил 38 лет. На каждые 100 женщин приходилось 102,50 мужчин, при этом на каждых сто женщин 18 лет и старше приходилось ровно 100 мужчин также старше 18 лет.
Средний доход на одно домашнее хозяйство в округе составил 40 699 долларов США, а средней доход на одну семью в округе — 44 887 долларов США. При этом мужчины имели средний доход 34 034 доллара США в год против 25 914 доллара США среднегодового дохода у женщин.
Доход на душу населения в округе составил 18 543 доллара США в год. 7,20 % от всего числа семей в округе и 10,40 % от всей численности населения находилось на момент переписи населения за чертой бедности, при этом 14,10 % из них были моложе 18 лет и 7,10 % — в возрасте 65 лет и старше.

## Города и посёлки
- Дейтон
- Фернли
- Йерингтон
- Маунд-Хаус
- Силвер-Сити
- Силвер-Спрингс
- Симпсон
- Смит-Валли
- Стейджкок
- Веллингтон